# ميكي دالي
ميكي دالي (بالإنجليزية: Mickey Dale)‏ هو كاتب أغاني ومدير مواهب ووكيل مواهب بريطاني، ولد في 22 مارس 1968 في Worth Valley ‏ في المملكة المتحدة.

## وصلات خارجية
- ميكي دالي على موقع ميوزك برينز (الإنجليزية)
- ميكي دالي على موقع ديسكوغز (الإنجليزية)